# Archispirostreptus curiosus
Archispirostreptus curiosus är en mångfotingart som beskrevs av Filippo Silvestri 1895. Archispirostreptus curiosus ingår i släktet Archispirostreptus och familjen Spirostreptidae. Inga underarter finns listade i Catalogue of Life.